# جون إي. ليهي
جون إي. ليهي هو سياسي أمريكي، ولد في 15 فبراير 1842، وتوفي في 23 ديسمبر 1915. نشط حزبياً في الحزب الجمهوري. وقد انتخب عضو جمعية ولاية ويسكونسن ‏ وانتخب عضو مجلس ولاية ويسكونسن ‏.